# Landkreis Saulgau
Landkreis Saulgau var ett distrikt (Landkreis) i sydöstra delen av det tyska förbundslandet Baden-Württemberg, som fanns från 1938 till 1 januari 1973. Distriktets huvudort och största kommun var Saulgau (sedan 2000 Bad Saulgau).

## Historia
Distriktets område tillhörde före 1800 mestadels till Främre Österrike (tyska Vorderösterreich). 1805 kom området till Kungariket Württemberg och distrikten (tyska Oberämter, från och med 1934 Kreise) Saulgau och Riedlingen grundades. 1938 förenades distrikten Saulgau och Riedlingen till Landkreis Saulgau. Efter andra världskriget var distriktet en del av den franska ockupationszonen och blev 1952 en del av det nya förbundslandet Baden-Württemberg. 1 januari 1973 upplöstes Landkreis Saulgau. De flesta av distriktets kommuner kom antingen till Landkreis Biberach eller Landkreis Sigmaringen. 14 kommuner kom till Landkreis Ravensburg och 2 kom till Landkreis Reutlingen.

## Städer och kommuner
Distriktet bestod när det grundades 1938 av 89 kommuner, därav 5 städer (Bad Buchau, Mengen, Riedlingen, Saulgau och Scheer). På grund av en reform förlorade distriktet i början av 1970-talet några kommuner till andra distrikt och några kommuner blev delar av andra, större kommuner. Tabellen visar alla kommuner innan reformen.
| Dåvarande kommun   | Nuvarande kommun  | Nuvarande distrikt (Landkreis) | Befolkning 6 juni 1961 | Befolkning 27 maj 1970 |
| ------------------ | ----------------- | ------------------------------ | ---------------------- | ---------------------- |
| Alleshausen        | Alleshausen       | Biberach                       | 415                    | 450                    |
| Allmannsweiler     | Allmannsweiler    | Biberach                       | 234                    | 252                    |
| Altheim            | Altheim           | Biberach                       | 827                    | 1.007                  |
| Altshausen         | Altshausen        | Ravensburg                     | 3.358                  | 3677                   |
| Andelfingen        | Langenenslingen   | Biberach                       | 644                    | 728                    |
| Bad Buchau         | Bad Buchau        | Biberach                       | 2.877                  | 3.112                  |
| Beizkofen          | Hohentengen       | Sigmaringen                    | 641                    | –                      |
| Betzenweiler       | Betzenweiler      | Biberach                       | 622                    | 667                    |
| Beuren             | Mengen            | Sigmaringen                    | 310                    | 274                    |
| Bierstetten        | Bad Saulgau       | Sigmaringen                    | 391                    | 411                    |
| Binzwangen         | Ertingen          | Biberach                       | 744                    | 802                    |
| Blochingen         | Mengen            | Sigmaringen                    | 707                    | 745                    |
| Bolstern           | Bad Saulgau       | Sigmaringen                    | 346                    | 353                    |
| Boms               | Boms              | Ravensburg                     | 450                    | 455                    |
| Bondorf            | Bad Saulgau       | Sigmaringen                    | 207                    | 248                    |
| Braunenweiler      | Bad Saulgau       | Sigmaringen                    | 549                    | 594                    |
| Bremen             | Hohentengen       | Sigmaringen                    | 248                    | 301                    |
| Daugendorf         | Riedlingen        | Biberach                       | 525                    | 540                    |
| Dürmentingen       | Dürmentingen      | Biberach                       | 1.276                  | 1.327                  |
| Dürnau             | Dürnau            | Biberach                       | 285                    | 311                    |
| Dürrenwaldstetten  | Langenenslingen   | Biberach                       | 168                    | 136                    |
| Ebenweiler         | Ebenweiler        | Ravensburg                     | 569                    | 618                    |
| Ebersbach          | Ebersbach-Musbach | Ravensburg                     | 560                    | 584                    |
| Egelfingen         | Langenenslingen   | Biberach                       | 139                    | 144                    |
| Eichen             | Hohentengen       | Sigmaringen                    | 147                    | 166                    |
| Eichstegen         | Eichstegen        | Ravensburg                     | 427                    | 411                    |
| Emerfeld           | Langenenslingen   | Biberach                       | 157                    | 168                    |
| Ennetach           | Mengen            | Sigmaringen                    | 1.176                  | 1.310                  |
| Enzkofen           | Hohentengen       | Sigmaringen                    | 220                    | 246                    |
| Erisdorf           | Ertingen          | Biberach                       | 392                    | 374                    |
| Ertingen           | Ertingen          | Biberach                       | 2.318                  | 2.813                  |
| Fleischwangen      | Fleischwangen     | Ravensburg                     | 341                    | 415                    |
| Friedberg          | Bad Saulgau       | Sigmaringen                    | 410                    | 439                    |
| Friedingen         | Langenenslingen   | Biberach                       | 334                    | 270                    |
| Fulgenstadt        | Bad Saulgau       | Sigmaringen                    | 455                    | 543                    |
| Geigelbach         | Ebersbach-Musbach | Ravensburg                     | 429                    | –                      |
| Göffingen          | Unlingen          | Biberach                       | 238                    | 287                    |
| Grosstissen        | Bad Saulgau       | Sigmaringen                    | 286                    | 326                    |
| Grüningen          | Riedlingen        | Biberach                       | 370                    | 395                    |
| Guggenhausen       | Guggenhausen      | Ravensburg                     | 199                    | 196                    |
| Günzkofen          | Hohentengen       | Sigmaringen                    | 283                    | 276                    |
| Haid               | Bad Saulgau       | Sigmaringen                    | 769                    | 875                    |
| Hailtingen         | Dürmentingen      | Biberach                       | 363                    | 426                    |
| Heiligkreuztal     | Altheim           | Biberach                       | 241                    | 235                    |
| Herbertingen       | Herbertingen      | Sigmaringen                    | 1.898                  | 2.148                  |
| Heudorf am Bussen  | Dürmentingen      | Biberach                       | 364                    | 434                    |
| Heudorf bei Mengen | Scheer            | Sigmaringen                    | 434                    | 513                    |
| Hochberg           | Bad Saulgau       | Sigmaringen                    | 390                    | 410                    |
| Hohentengen        | Hohentengen       | Sigmaringen                    | 1.300                  | 1.706                  |
| Hosskirch          | Hoßkirch          | Ravensburg                     | 523                    | 518                    |
| Hundersingen       | Herbertingen      | Sigmaringen                    | 739                    | 775                    |
| Hüttenreute        | Hoßkirch          | Ravensburg                     | 164                    |                        |
| Ittenhausen        | Langenenslingen   | Biberach                       | 284                    | 260                    |
| Jettkofen          | Ostrach           | Sigmaringen                    | 277                    | 252                    |
| Kanzach            | Kanzach           | Biberach                       | 423                    | 458                    |
| Kappel             | Bad Buchau        | Biberach                       | 633                    | 691                    |
| Königseggwald      | Königseggwald     | Ravensburg                     | 475                    | 490                    |
| Lampertsweiler     | Bad Saulgau       | Sigmaringen                    | 210                    | 207                    |
| Laubbach           | Ostrach           | Sigmaringen                    | 227                    | 208                    |
| Marbach            | Herbertingen      | Sigmaringen                    | 525                    | 540                    |
| Mengen             | Mengen            | Sigmaringen                    | 4.808                  | 5.265                  |
| Mieterkingen       | Herbertingen      | Sigmaringen                    | 223                    | 223                    |
| Möhringen          | Unlingen          | Biberach                       | 220                    | 226                    |
| Moosburg           | Moosburg          | Biberach                       | 162                    | 161                    |
| Moosheim           | Bad Saulgau       | Sigmaringen                    | 292                    | 320                    |
| Mörsingen          | Zwiefalten        | Reutlingen                     | 172                    | 154                    |
| Musbach            | Ebersbach-Musbach | Ravensburg                     | 581                    | 591                    |
| Neufra             | Riedlingen        | Biberach                       | 742                    | 702                    |
| Offingen           | Uttenweiler       | Biberach                       | 601                    | 609                    |
| Oggelshausen       | Oggelshausen      | Biberach                       | 734                    | 829                    |
| Ölkofen            | Hohentengen       | Sigmaringen                    | 442                    | 451                    |
| Pflummern          | Riedlingen        | Biberach                       | 401                    | 433                    |
| Reichenbach        | Bad Schussenried  | Biberach                       | 567                    | 562                    |
| Renhardsweiler     | Bad Saulgau       | Sigmaringen                    | 247                    | 233                    |
| Riedhausen         | Riedhausen        | Ravensburg                     | 412                    | 429                    |
| Riedlingen         | Riedlingen        | Biberach                       | 5.161                  | 5.957                  |
| Saulgau            | Bad Saulgau       | Sigmaringen                    | 9.368                  | 10.190                 |
| Scheer             | Scheer            | Sigmaringen                    | 1.666                  | 1.738                  |
| Seekirch           | Seekirch          | Biberach                       | 206                    | 212                    |
| Tiefenbach         | Tiefenbach        | Biberach                       | 380                    | 407                    |
| Unlingen           | Unlingen          | Biberach                       | 918                    | 1.096                  |
| Unterwaldhausen    | Unterwaldhausen   | Ravensburg                     | 214                    | 212                    |
| Upflamör           | Zwiefalten        | Reutlingen                     | 131                    | 120                    |
| Ursendorf          | Hohentengen       | Sigmaringen                    | 357                    | 358                    |
| Uttenweiler        | Uttenweiler       | Biberach                       | 1.360                  | 1.474                  |
| Völlkofen          | Hohentengen       | Sigmaringen                    | 381                    | 436                    |
| Waldhausen         | Altheim           | Biberach                       | 198                    | 194                    |
| Wilflingen         | Langenenslingen   | Biberach                       | 413                    | 395                    |
| Wolfartsweiler     | Bad Saulgau       | Sigmaringen                    | 263                    | 247                    |